# Éléonore-Wilhelmine d'Anhalt-Köthen
Éléonore-Wilhelmine d'Anhalt-Köthen née le 7 mai 1696 à Köthen et décédée le 30 août 1726 à Weimar est membre de la Maison d'Anhalt, devenue par son second mariage duchesse de Saxe-Weimar-Eisenach.

## Biographie
Éléonore-Wilhelmine est la fille du prince Emmanuel-Lebrecht d'Anhalt-Köthen (1671-1704) de son mariage avec Gisèle-Agnès de Rath, comtesse de Nienbourg (1669-1740). Elle se marie une première fois le 15 février 1714 à Köthen avec le prince Frédéric-Erdmann de Saxe-Mersebourg (1691-1714). Elle reçoit alors le district de Dieskau en apanage. Son époux meurt quelques semaines après leur mariage.
Le 24 janvier 1716 à Nienbourg (Saxe-Anhalt), elle se remarie avec Ernest-Auguste Ier de Saxe-Weimar-Eisenach duc de Saxe-Weimar et Saxe-Eisenach (1688-1748). Le prince Léopold d'Anhalt-Köthen, frère d'Éléonore-Wilhelmine, rencontre Johann Sebastian Bach pendant les festivités et l'invite à devenir son Maître de chapelle à la cour de Köthen. Éléonore-Wilhelmine sera la marraine de Léopold Auguste Bach, fils du célèbre musicien.
Son mariage avec Ernest-Auguste est heureux. Elle meurt le 30 août 1726 et est enterrée dans la crypte ducale, dans le cimetière historique de Weimar.

## Famille
De son second mariage avec Ernest-Auguste de Saxe-Weimar, Éléonore Wilhelmine a huit enfants :
- Guillaume-Ernest (4 juillet 1717 – 8 juin 1719) ;
- Wilhelmine-Auguste (4 juillet 1717 – 9 décembre 1752) ;
- Jean-Guillaume (10 janvier 1719 – 6 décembre 1732) ;
- Charlotte-Agnès-Léopoldine (4 décembre 1720 – 15 octobre 1724) ;
- Jeanne-Éléonore-Henriette (2 décembre 1721 – 17 juin 1722) ;
- Ernestine-Albertine (28 décembre 1722 – 25 novembre 1769), épouse en 1756 le comte Philippe II de Schaumbourg-Lippe ;
- Bernardine-Christiane-Sophie de Saxe-Weimar-Eisenach (5 mai 1724 – 5 juin 1757), épouse en 1744 le prince Jean-Frédéric de Schwarzbourg-Rudolstadt ;
- Emmanuel-Frédéric-Guillaume-Bernard (19 décembre 1725 – 11 juin 1729).